# Pedro Siles
Omar Pedro Siles Canda (Santa Cruz de la Sierra, 15 de noviembre de 1992), más conocido como Pedro Siles, es un futbolista boliviano. Juega como centrocampista y su equipo actual es ABB de la Primera División de Bolivia.

## Trayectoria
Nacido en Santa Cruz de la Sierra, Siles comenzó en la Academia Tahuichi antes de unirse al  Universidad a la edad de 14 años. En julio de 2013, se unió a Guabirá.
El 31 de julio de 2017, Siles se presentó en Royal Pari FC y ayudó al club en su ascenso a Primera División boliviana. Durante la  temporada 2018, fue una figura siempre presente ya que su equipo terminó en una quinta posición impresionante, clasificándose para la Copa Sudamericana 2019.

## Clubes
| Club                | País    | Año               |
| ------------------- | ------- | ----------------- |
| Universidad Cruceña | Bolivia | 2011 - 2013       |
| Guabirá             | Bolivia | 2013 - 2017       |
| Royal Pari          | Bolivia | 2017 - 2022       |
| Blooming            | Bolivia | 2023 - 2024       |
| Royal Pari          | Bolivia | 2025              |
| Real Tomayapo       | Bolivia | 2025              |
| ABB                 | Bolivia | 2025 - Actualidad |